# Konsulaty w Bydgoszczy
Konsulaty w Bydgoszczy – urzędy konsularne w Bydgoszczy. Miasto Bydgoszcz jest znaczącym ośrodkiem administracyjnym i gospodarczym w Polsce. Znajduje się tu także większość instytucji NATO obecnych w Polsce. Z tego tytułu wiele państw ulokowało tutaj swoje urzędy konsularne.

## Wykaz placówek konsularnych

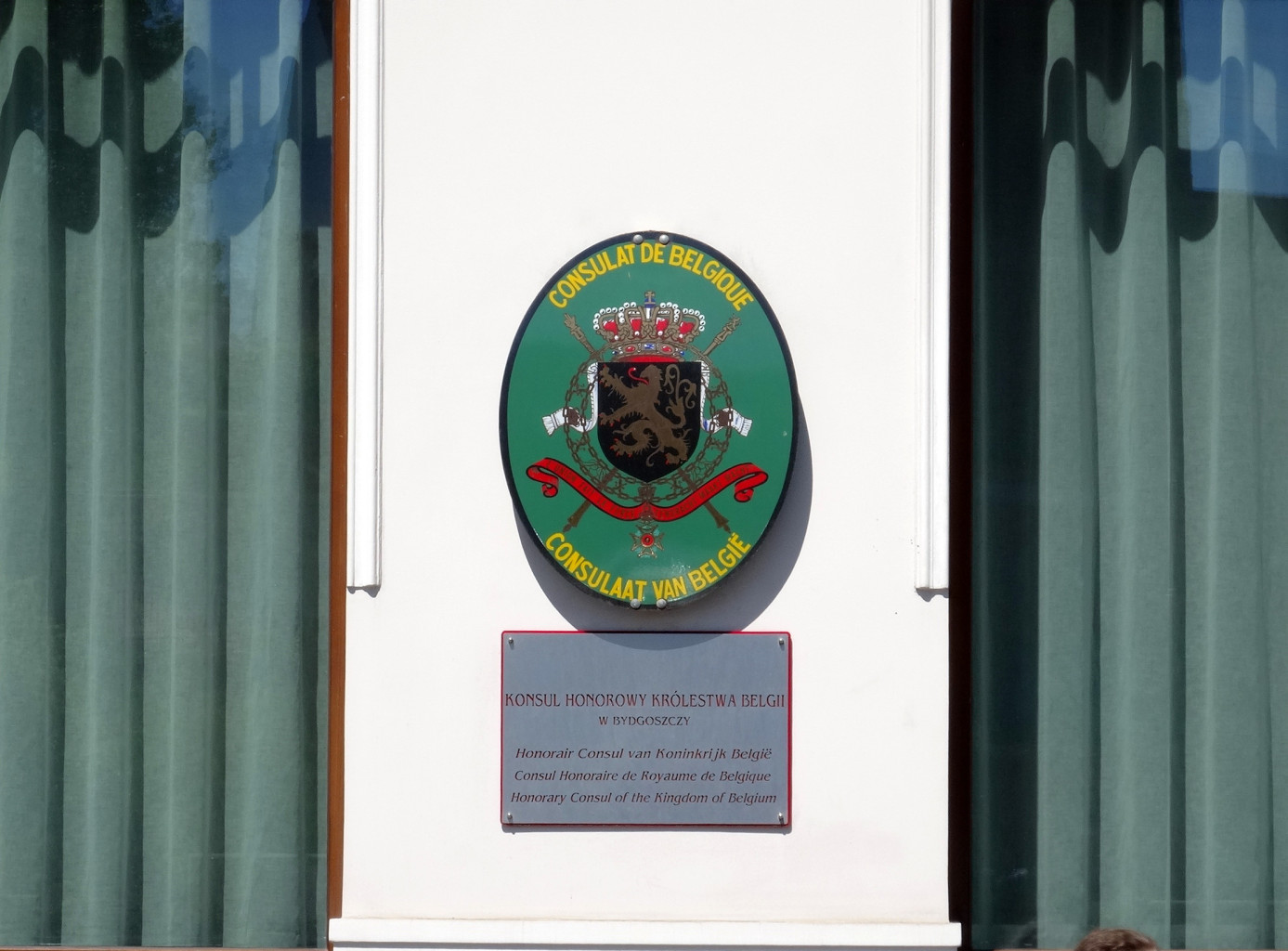
Konsulat Honorowy Belgii

W 2022 roku w Bydgoszczy znajdowało się 10 konsulatów honorowych:
| Zdjęcie | Nazwa                                          | Data otwarcia        | Konsul                                | Adres               | Uwagi                                                                        | Źródło      |
| ------- | ---------------------------------------------- | -------------------- | ------------------------------------- | ------------------- | ---------------------------------------------------------------------------- | ----------- |
|         | Konsulat Honorowy Republiki Federalnej Niemiec | 24 lutego 2005       | dr Jarosław Włodzimierz Kuropatwiński | ul. Dworcowa 19     | Wcześniej mieścił się przy ul. Śniadeckich 49.                               | [ 2 ]       |
|         | Konsulat Honorowy Królestwa Belgii             | 30 czerwca 2008      | Stanisław Wroński                     | ul. Focha 20        |                                                                              | [ 4 ]       |
|         | Konsulat Honorowy Republiki Czeskiej           | 21 maja 2010         | Dariusz Zimny                         | al. Mickiewicza 3/2 |                                                                              | [ 5 ]       |
|         | Konsulat Honorowy Republiki Chorwacji          | 3 października 2011  | Henryk Maciejewski                    | ul. Kościuszki 27   |                                                                              | [ 6 ]       |
|         | Konsulat Honorowy Węgier                       | 16 maja 2003         | Marek Andrzej Pietrzak                | ul. Wrocławska 3    | Wcześniej mieścił się przy ul. Jagiellońskiej 96.                            | [ 7 ]       |
|         | Konsulat Honorowy Austrii                      | 18 lipca 2014        | tymczasowo: Martina Gareis            | al. Mickiewicza 9/3 |                                                                              | [ 8 ] [ 1 ] |
|         | Konsulat Honorowy Serbii                       | 10 października 2022 | Maria Lorentowicz-Zagalak             | ul. Wrocławska 3    |                                                                              | [ 9 ]       |
|         | Konsulat Honorowy Republiki Słowackiej         | 1 marca 2016         | Wiesław Cezary Olszewski              | ul. Garbary 2       |                                                                              | [ 10 ]      |
|         | Konsulat Honorowy Ukrainy                      | 15 marca 2016        | Krzysztof Sikora                      | ul. Garbary 3       |                                                                              | [ 11 ]      |
|         | Konsulat Honorowy Czarnogóry                   | 30 maja 2018         | Piotr Kitta                           | ul. Garbary 3       | Swoim zasięgiem obejmuje również województwa pomorskie i warmińsko-mazurskie | [ 13 ]      |